# Kanashii Hodo Anata ga Suki/Karatto Ikō!
『Kanashii hodo anata ga suki/Karatto ikou!』 (悲しいほど貴方が好き/カラッといこう！) là đĩa đơn thứ 41 của ZARD, được phát hành ngày 8 tháng 3 năm 2006 dưới hãng đĩa B-Gram RECORDS. Kanashii Hodo Anata ga Suki không có trong album phòng thu cuối cùng của họ Kimi to no Distance, tuy nhiên nó đã được phát hành trong album tổng hợp Brezza di mare ~dedicated to IZUMI SAKAI. Karatto ikou! chỉ được phát hành trong album tổng hợp Zard Single Collection của họ vào năm 2012.
Đĩa đơn đã đạt hạng 6 trong tuần đầu tiên. Nó xếp hạng trong 14 tuần và bán được hơn 32.000 bản.

## Danh sách theo dõi
Tất cả các bài hát được viết bởi Sakai Izumi, sáng tác bởi Aika Ohno và được sắp xếp bởi Takeshi Hayama
1. Kanashii Hodo Anata ga Suki (悲しいほど貴方が好き?)
  - Shiori Takei tham gia hợp xướng
    - bài hát đã được sử dụng làm chủ đề kết thúc thứ 24 cho anime Thám tử lừng danh Conan nhân kỷ niệm 10 năm phát sóng.
2. Karatto Ikō! (カラッといこう!?)
  - bài hát được sử dụng trong chương trình Mezamashi Doyoubi của Fuji TV làm bài hát chủ đề (từ tháng 1 đến tháng 3 năm 2006)
3. Kanashii Hodo Anata ga Suki (悲しいほど貴方が好き?) (Không lời)
4. Karatto Ikō! (カラッといこう!?) (Không lời) [3]